# Parc national des montagnes de Kremenets
Le parc national des montagnes de Kremenets  (en ukrainien : Кременецькі гори (національний парк)) est un  parc national de l'oblast de Ternopil situé à l'ouest de l'Ukraine.

## Histoire
Le 11 décembre 2009, le décret présidentiel consacre la réserve naturelle des montagnes éponymes. 

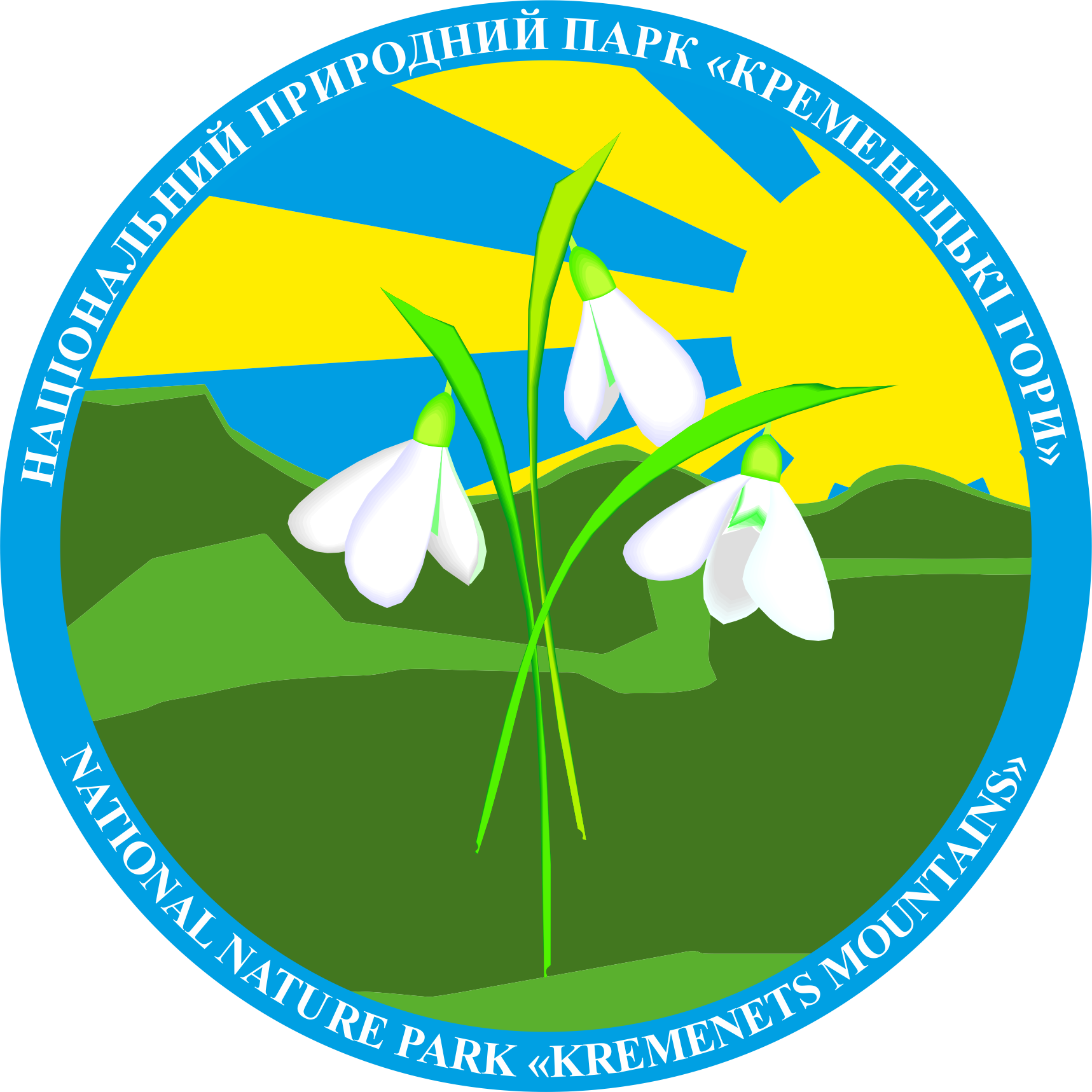
logo du parc.

## Géographie
Le parc se trouve entre les rivières Ikva et Viliya avec des crêtes rocheuses à quatre cent mètres d'altitude.
Le parc comprend les parties nord-ouest et centrale les plus élevées de la crête, avec des altitudes de 350 à 400 mètres, une largeur pouvant atteindre 5 kilomètres et une longueur pouvant atteindre 35 kilomètres du sud-ouest au nord-est. Le point culminant est situé à l'ouest de Kremenets, dans le village de Pidlistsi, sur le mont Drabanyha, à 408,6 mètres d'altitude. L'altitude relative varie de 150 à 200 mètres. 

## Usages
Le parc se compose de la  :
- réserve botanique de Veseliki,
- réserve botanique de Dovzhotsky,
- réserve zoologique de Bilokryntskiy,
- réserve zoologique de Volyn,

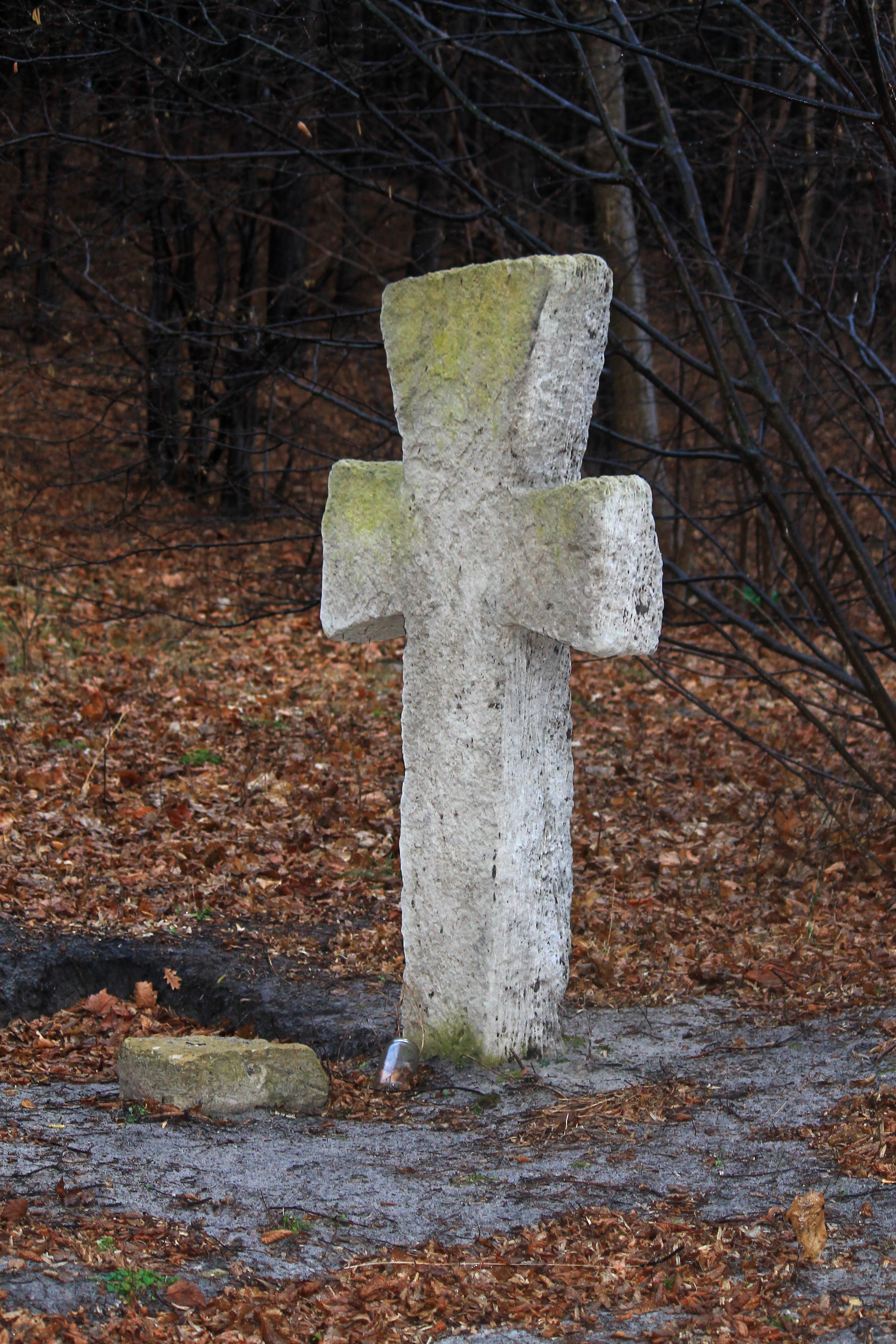
Mont Chemin, classé
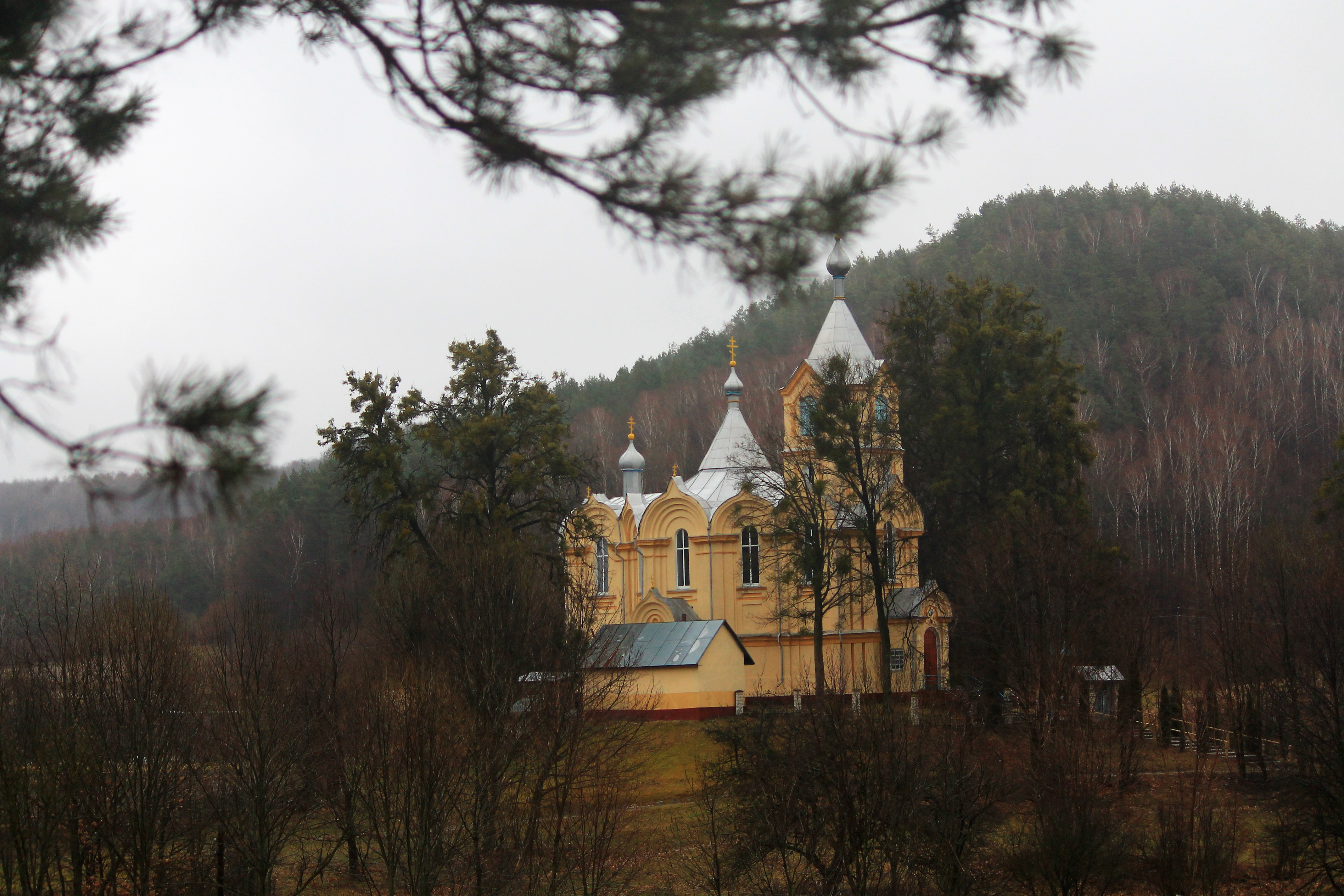
et son église, classée[2].
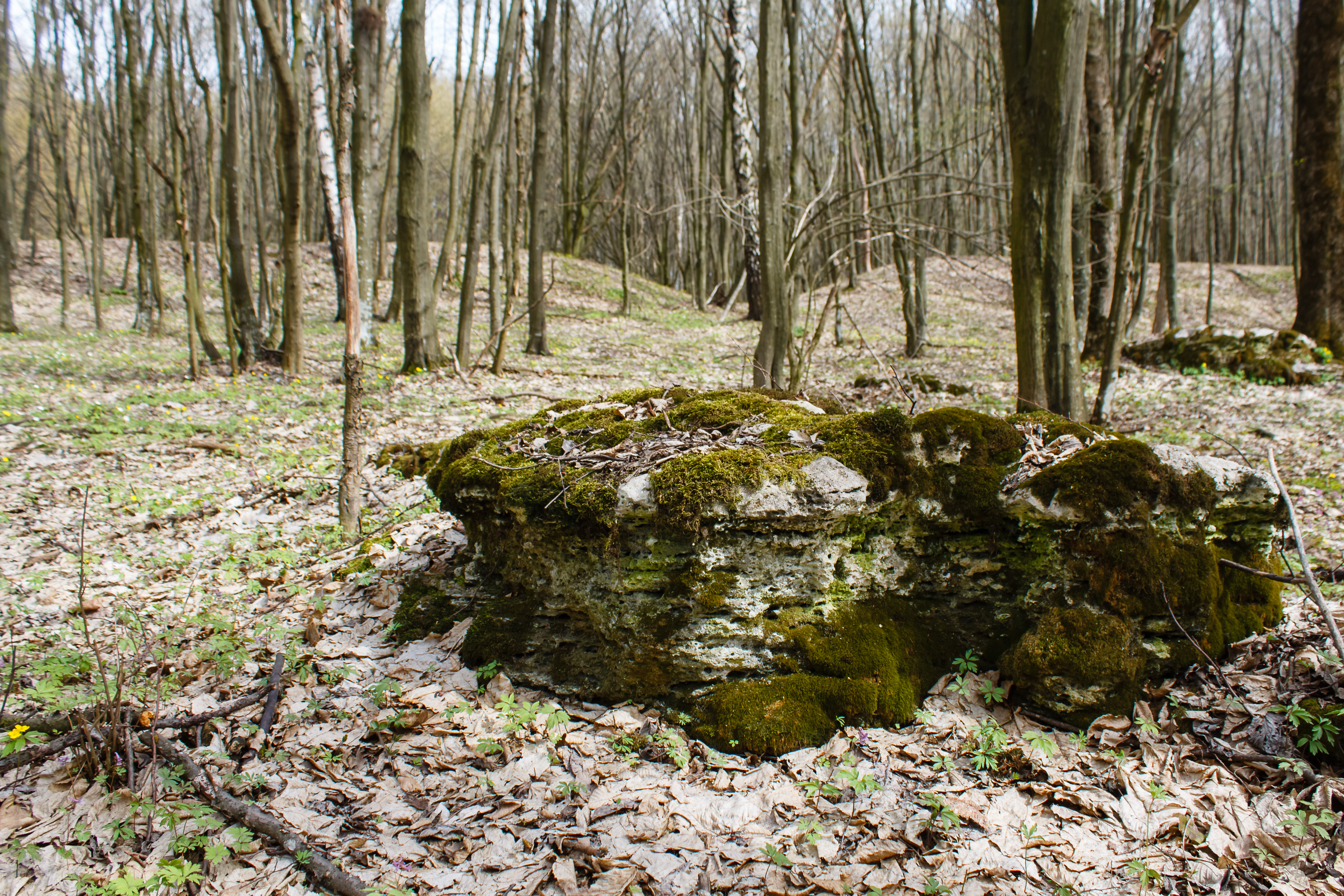
Mont Unias, classé[3].
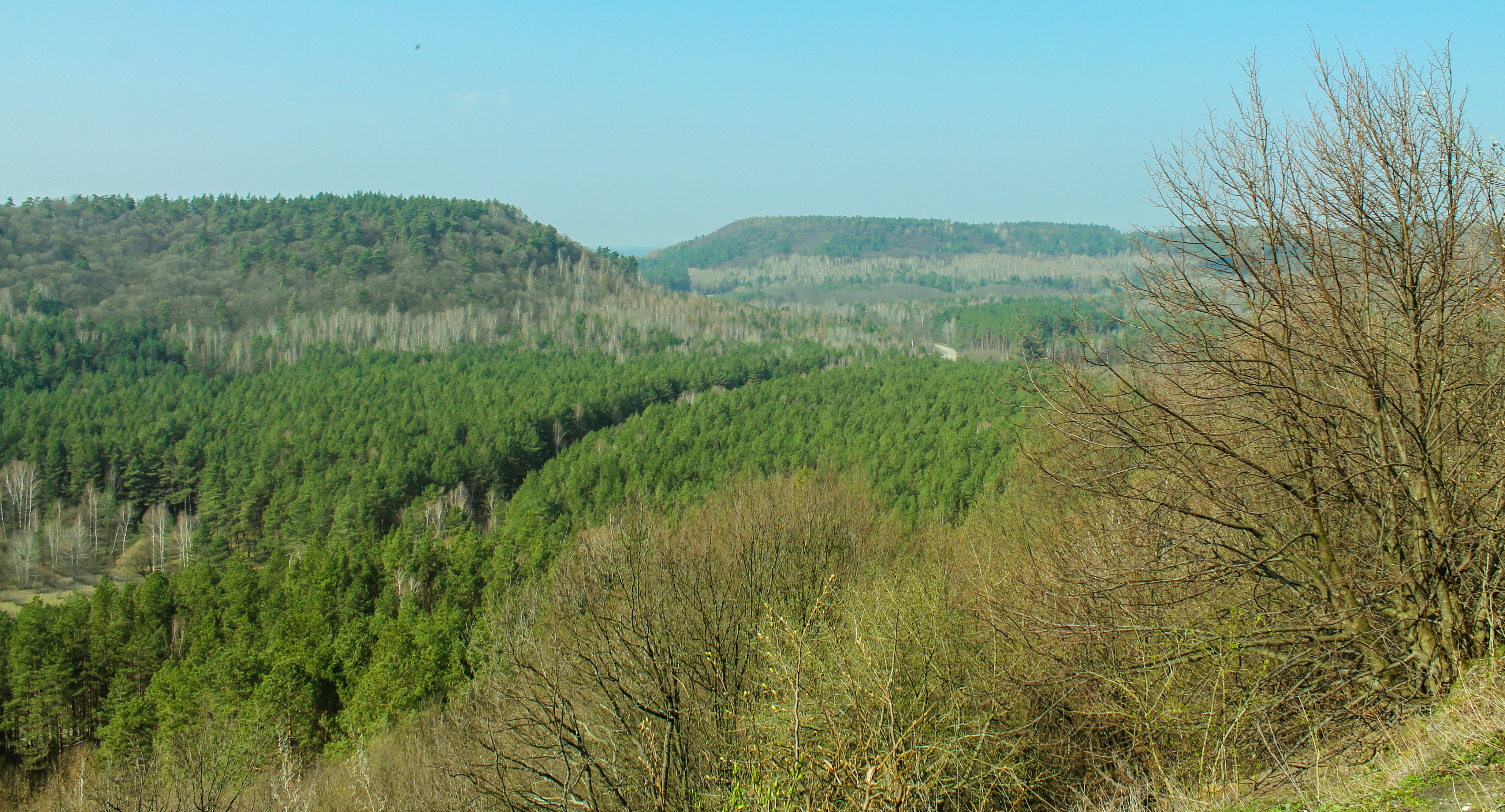
Mont Danilova, classé[4],
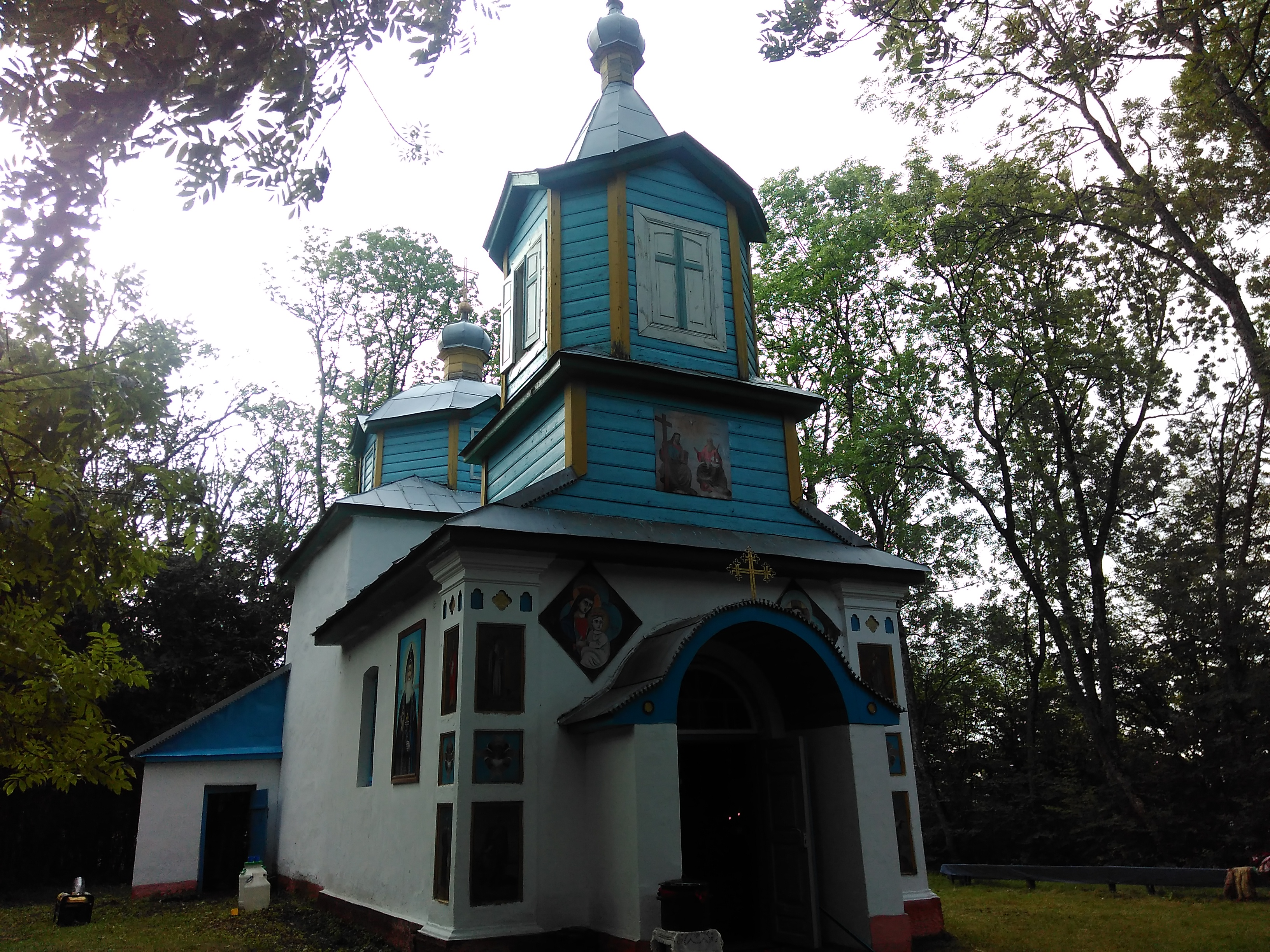
et son église de la Trinité, classée[5],

de monuments naturels classés comme :
- les hêtres N°1 et N°2, la hêtraie-mélèze,
- les rochers slovaques,
- les monts Chemin, Unias.

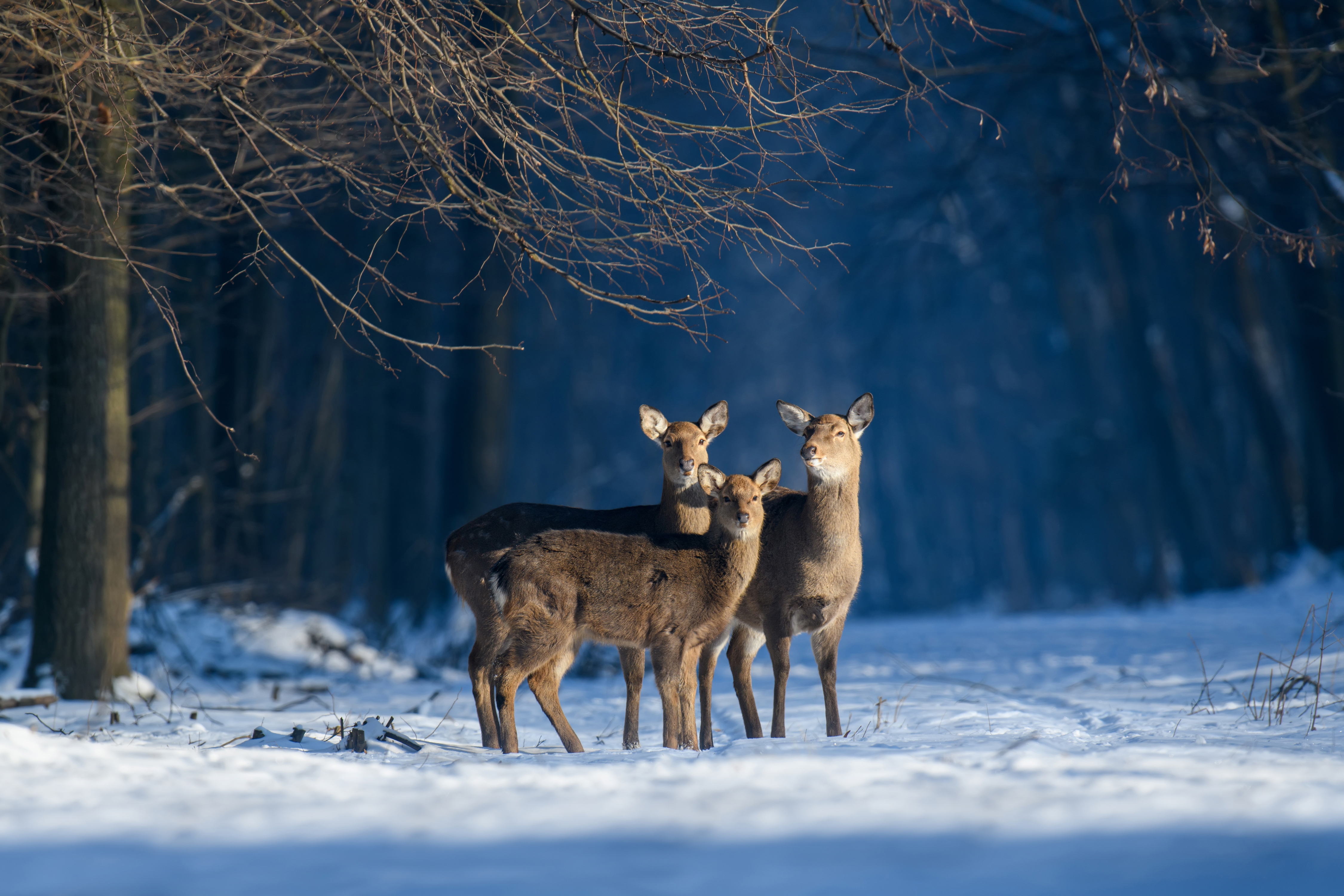
Cervidés,
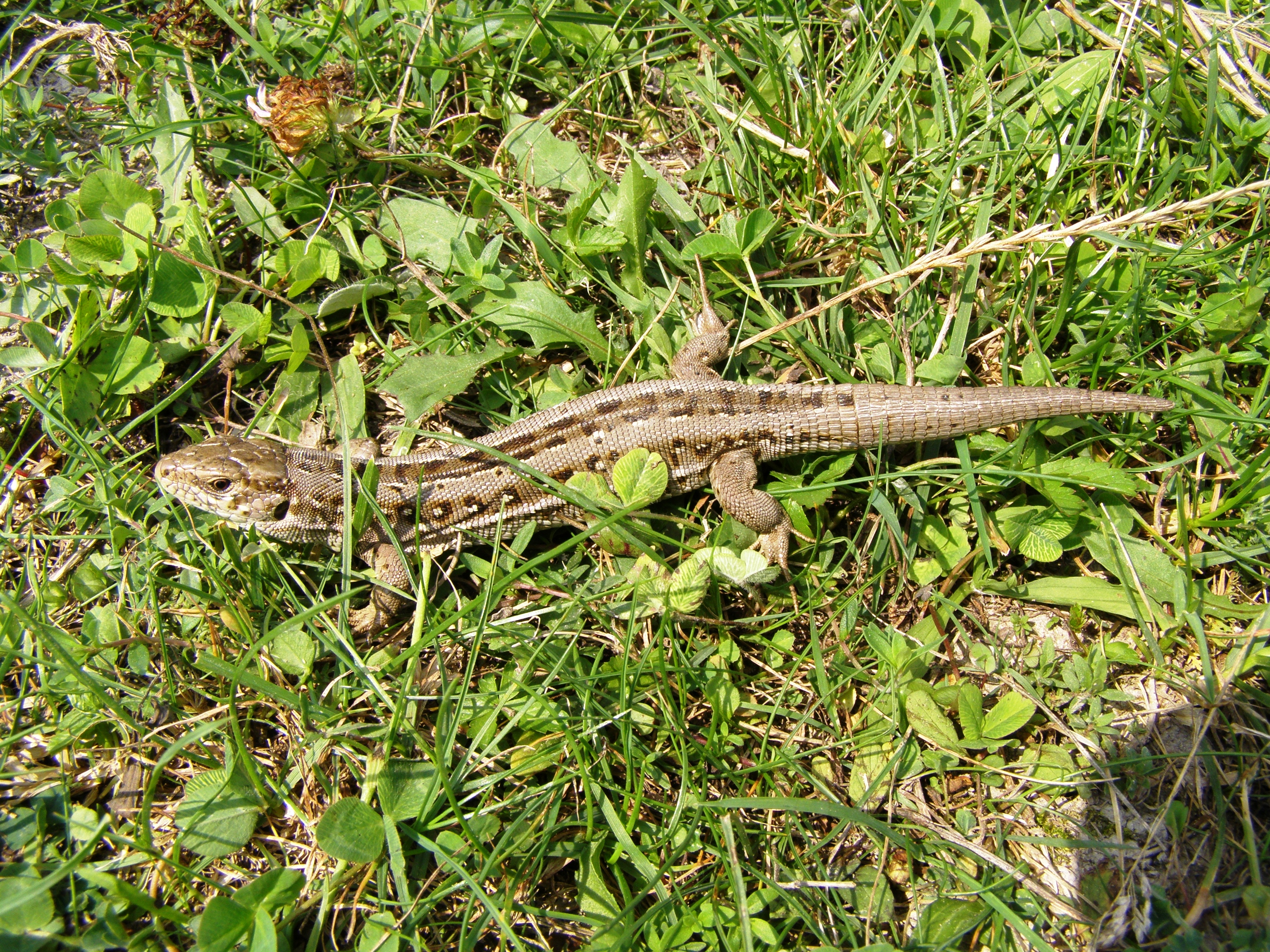
Lacerta agilis,
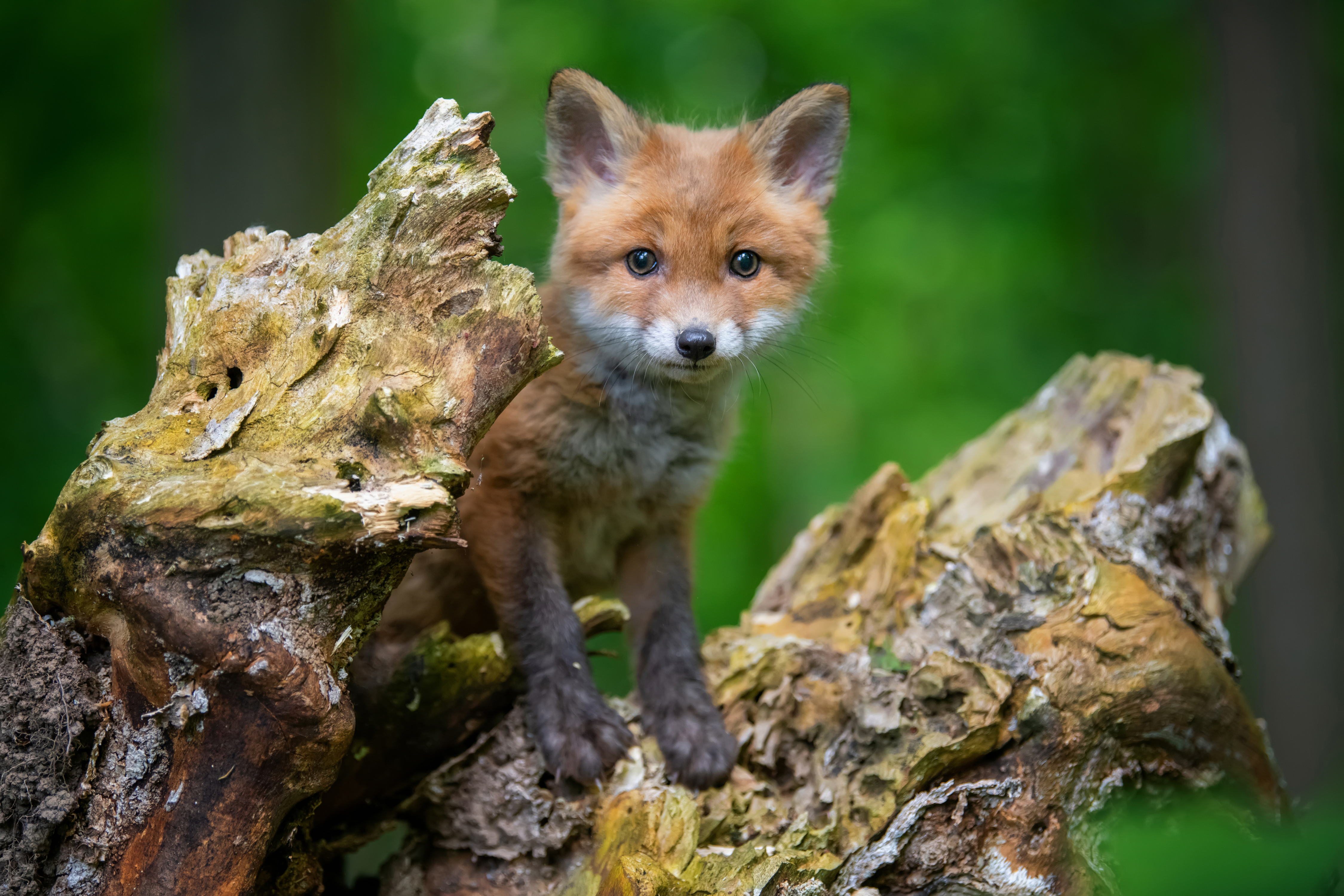
renard,
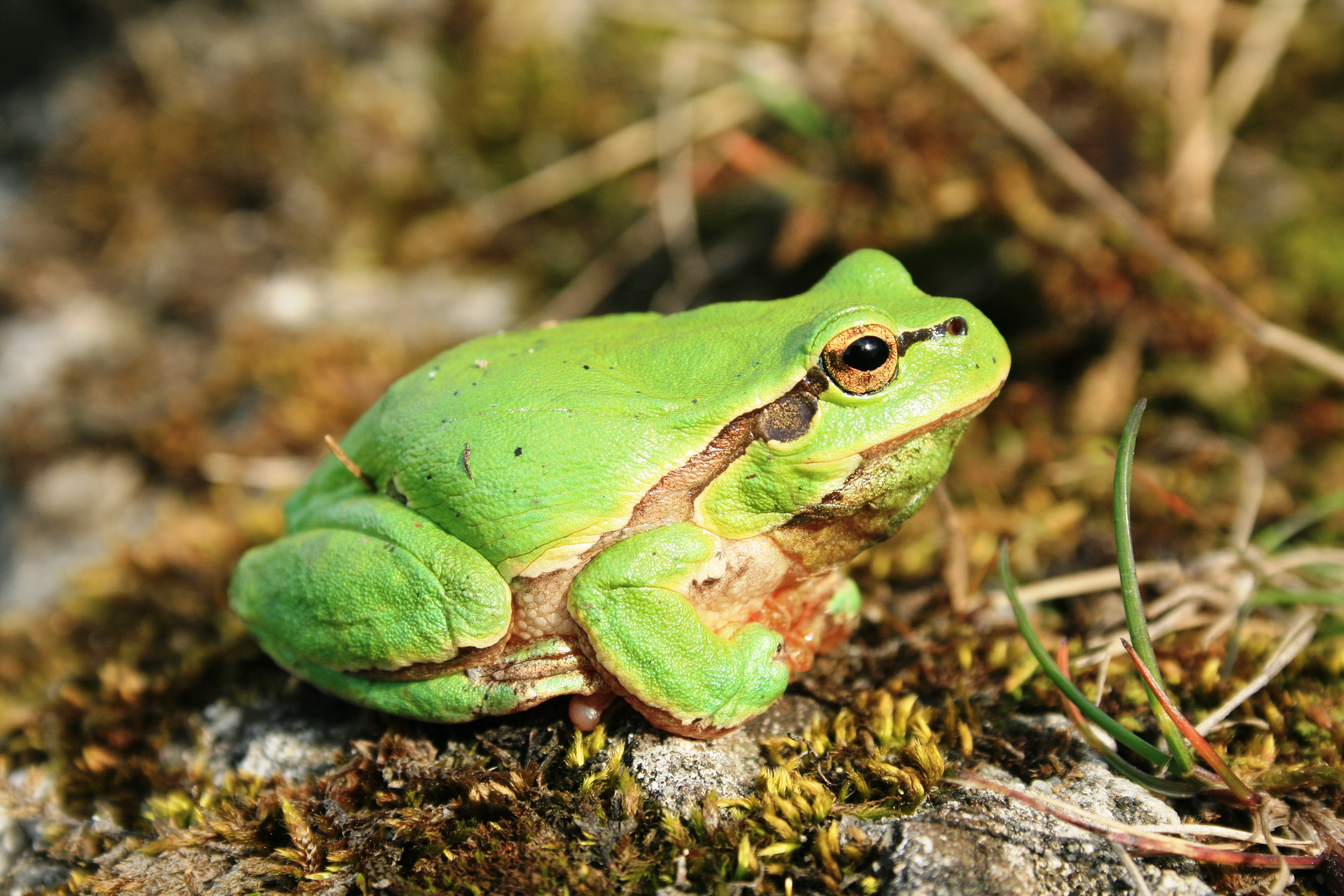
Hyla arborea.

## Sources
- (uk) Cet article est partiellement ou en totalité issu de l’article de Wikipédia en ukrainien intitulé « Кременецькі гори (національний парк) » (voir la liste des auteurs).